# Yosef Karo
Yosef ben Ephraim Karo (em hebraico: יוסף בן אפריים קארו) ou José Caro em português, (Espanha ou Portugal, 1488 – Safed, Palestina, 1575) é considerado o maior codificador da halachá, a lei do judaísmo.
Nascido em Espanha ou Portugal, ainda criança foi obrigado a emigrar com a sua família para o Império Otomano na sequência da expulsão dos judeus decretado por D. Manuel I em 1496 e das consequentes perseguições inquisitorais. Já adulto, Yosef Caro passaria ainda pela Bulgária e pela Grécia, fixando-se finalmente em Safed, a cidade dos cabalistas, na Galileia, onde morreu, a 24 de março de 1575 (13 de Nissan do ano de 5 335 no calendário hebraico).
Seu livro Shulchan Aruch ("Mesa Posta") ainda hoje é tido como a obra codificadora de referência da lei religiosa judaica, a halachá. Seu trabalho também foi influenciado pelo misticismo judaico, ao que teria sido aconselhado por um anjo.